# Elizabeth Shepherd
Elizabeth Shepherd, née en 1977 à Winnipeg, est une auteur-compositrice-interprète canadienne, pianiste et productrice.

## Biographie
Elizabeth Shepherd est la fille de deux officiers de l'Armée du salut. Elle fréquente les conservatoires, au Canada et en France et elle est diplômée en musique à l'Université McGill de Montréal.
En 2004, elle s'installe à Toronto où elle travaille d'abord comme serveuse dans un piano-bar. Elle commence ensuite à y jouer comme artiste, puis en devient une artiste réguliere. Elle crée le Elizabeth Shepherd Trio avec Scott Kemp à la basse et Colin Kingsmore à la batterie. En 2006, elle enregistre son premier album, Start to Move, qui apparait parmi les trois meilleurs albums jazz de l'année 2006 selon les auditeurs de l'émission de Gilles Peterson sur BBC Radio 1. L'album est nommé pour un Prix Juno en 2007.
Son deuxième album, Parkdale (2008), du nom d'un quartier de Toronto, est nommé à son tour pour un Prix Juno en 2009. Elle publie ensuite Heavy Falls the Night (2010).
En 2012, elle s'installe à Montreal. Elle publie deux nouveaux albums, Rewind (2012) et The Signal (2014), qui sont à leur tour nommés pour le prix Juno du meilleur album de Jazz vocal de l'année. En 2018, elle sort un sixième album, intitulé MONTREAL.